# Mikrotypografie
Mikrotypografie je souhrnné označení pro řadu technik, které mají za cíl zvyšovat estetickou kvalitu sazby a čitelnost textu. Na rozdíl od makrotypografie, která se zabývá vzhledem větších grafických celků, se mikrotypografie věnuje typografickým detailům na úrovni jednotlivých znaků. Má uplatnění především při zarovnání textu do bloku, kdy eliminuje rušivé mezislovní mezery a na obou stranách bloku vytváří optickou hranu.

## Techniky
Existují tyto metody:
- lokální změny šířky sázeného textu
  - úpravy šířky znaků a tím ovlivnění mezislovních mezer, v případě arabského písma se tato technika nazývá kašída
  - pokročilá (optická) optimalizace mezislovních mezer – adjustment of interword spacing
  - úpravy využívající prostrkání (zúžení nebo roztažení znakových mezer) – tracking
- vysunutí interpunkce a částečné přesazení dalších opticky nevýrazných znaků mimo sazební obrazec – protrusion

I když do této skupiny technik nepatří, pozitivní vliv má též zapnutá funkce dělení slov.

## Dostupnost
Některé aplikace využívající uvedené metody:
- Adobe InDesign
- LaTeX, nadstavba systému TeX, prostřednictvím konvertoru pdfTeX
- ConTeXt, nadstavba systému TeX, prostřednictvím konvertoru LuaTeX
- Heirloom Troff, open source alternativa pro UNIX troff
- GNU TeXmacs